# گریسی کورنر (آرکانزاس)
گریسی کورنر (به انگلیسی: Greasy Corner) یک منطقهٔ مسکونی در ایالات متحده آمریکا است که در شهرستان سنت فرانسیس، آرکانزاس واقع شده‌است. گریسی کورنر ۶۰٫۹۶ متر بالاتر از سطح دریا واقع شده‌است.